# Torneo de Ningbo 2014
El Ningbo International Women's Tennis Open 2014 es un torneo de tenis profesional que se juega en canchas duras. Fue la cuarta edición del torneo que es parte de la WTA 125s 204. Se está llevando a cabo en Ningbo, China, el 27 a 27 de octubre de 2014.

## Cabeza de serie

### Individual femenino
| Tenista                  | Ranking | Preclasificada |
| Luksika Kumkhum          | 85      | 1              |
| Zheng Saisai             | 93      | 2              |
| Alla Kudryavtseva        | 97      | 3              |
| Patricia Mayr-Achleitner | 103     | 4              |
| Vitalia Diatchenko       | 105     | 5              |
| Wang Qiang               | 110     | 6              |
| Shahar Pe'er             | 119     | 7              |
| Misaki Doi               | 120     | 8              |

### Dobles femenino
| Tenista                        | Ranking | Preclasificada |
| Olga Savchuk Arina Rodionova   | 134     | 1              |
| Misaki Doi Xu Yifan            | 144     | 2              |
| Chan Chin-wei Chuang Chia-jung | 164     | 3              |
| Sharon Fichman Zheng Saisai    | 167     | 4              |

## Campeonas

### Individual Femenino
Magda Linette venció a  Wang Qiang  por 3-6, 7-5, 6-1

### Dobles Femenino
Arina Rodionova  /  Olga Savchuk vencieron a  Han Xinyun  /  Zhang Kai-Lin por 4–6, 7–6(7–2), [10–6]